# Chains
«Chains» –en español: «Cadenas»– es una canción compuesta por la pareja formada por Gerry Goffin y Carole King, de las oficinas del Brill Building, y posteriormente versionada por el grupo musical inglés de rock The Beatles, que la lanzó en el álbum Please Please Me en 1963. Esta canción fue la primera en ser interpretada por George Harrison, que estuvo acompañado en las armonías vocales por John Lennon y Paul McCartney.

## Historia
Fue originalmente lanzada en 1962 por el trío femenino estadounidense The Cookies. Aunque sólo alcanzó el n.º 17 en los Estados Unidos, la canción era mucho más popular en Inglaterra, donde algunos grupos de Liverpool la hicieron un elemento básico de sus shows en vivo, lo que explica su aparición en el álbum de The Beatles Please Please Me. (De hecho, el grupo interpretó la canción en vivo en la BBC poco menos de un mes antes de la versión de estudio).
El crítico musical Ian MacDonald cuestionó la versión de The Beatles, escribiendo que estaba «ligeramente fuera de tono y carecía de espontaneidad».
Esta incursión fue la primera vez que la mayoría de los fanes de Los Beatles escucharon cantar a George Harrison. Con excepción de la introducción de Lennon en armónica estilo 'high lonesome', esta versión no agrega mucho en términos de novedad, y la voz de Harrison suena un poco tambaleante e incómoda. Luego mejoraría.

## Grabación
Esta fue interpretada durante la sesión de la noche del 11 de febrero de 1963, justo después de la finalización de «Boys» y antes de que se comenzara a trabajar en «Baby It's You». 

## Personal
El personal utilizado en la grabación de la canción fue el siguiente:
The Beatles
- George Harrison: voz principal, guitarra eléctrica Gretsch Duo Jet o Guitarra acústica (Gibson J-160e)
- Paul McCartney: acompañamiento vocal, bajo eléctrico Höfner 500/1 61’.
- John Lennon: acompañamiento vocal, guitarra eléctrica Rickenbacker 325c58, armónica Höhner Chromatic.
- Ringo Starr: batería Premier Duroplastic Mahoganny.

Equipo de producción
- George Martin: productor discográfico
- Norman Smith: ingeniero de sonido.